# 永井道紀
永井 道紀（ながい みちのり）は、日本の漫画家。男性。かつて成年向け漫画を執筆していたが、近年は一般誌『まんがライフMOMO』（竹書房）他にて活動している。
『めがもの!』作中にて「カガティオ」を公表したことで「カガティオの伝道師」とも言われている。

## 作品リスト

### 連載中
- みのる・おーばーすてっぷ（さくらハーツ → コミックヘヴン 日本文芸社）
- さんきゃくイーゼル（主任がゆく!スペシャル ぶんか社）

### 単行本
- めがもの!（竹書房、全3巻）

#### 成年向け作品
- 春のめざめ（1997年1月 オークラ出版）
- 秘密（1998年2月 オークラ出版）
- ふんどし少女（2008年11月 オークス）

### 単行本未収録作品
- コミックミニモン（東京三世社）
  - 留守番しようよ（2006年2月号）
- 4コマCOMICはぐ!（小学館）
  - CRIMINAL LOVER（2017年）

### その他
- マンガライトノベル入門（2011年9月 青心社）